# Le Justicier impitoyable
Pour plus de détails, voir Fiche technique et Distribution.
Le Justicier impitoyable (titre original : Back to God's Country) est un film américain de Joseph Pevney sorti en 1953.

## Synopsis
En 1870, Peter Keith, capitaine du Flying Moon, doit appareiller avec sa femme Dolores et sa cargaison de fourrures. Alors que le navire est bloqué dans une petite ville gelée de l'Alaska sur ordre du gouvernement, Peter et Dolores se retrouvent poursuivis par Paul Blake, un maniaque amoureux de la jeune femme...

## Fiche technique
- Titre original : Back to God's Country
- Réalisation : Joseph Pevney
- Scénario : Tom Reed d'après une histoire de James Oliver Curwood
- Directeur de la photographie : Maury Gertsman
- Montage : Milton Carruth
- Musique : Frank Skinner
- Costumes : Bill Thomas
- Production : Howard Christie
- Genre : Film d'action, Drame
- Pays de production :  États-Unis
- Durée : 78 minutes
- Dates de sortie :
  - États-Unis : 4 novembre 1953 (Los Angeles)
  - France : 5 décembre 1962

## Distribution
- Rock Hudson (V.F. : Claude Bertrand) : Cpt. Peter Keith
- Marcia Henderson (V.F. : Joëlle Janin) : Dolores Keith
- Steve Cochran (V.F. : Jacques Thébault) : Paul Blake
- Hugh O'Brian (V.F. : Roger Rudel) : Frank Hudson
- Chubby Johnson (V.F. : Raymond Rognoni) : Shorter (Shorty en VF)
- Tudor Owen (V.F. : Emile Drain) : Fitzsimmons
- Arthur Space (V.F. : André Valmy) : Carstairs
- Bill Radovich (V.F. : Georges Aminel) : Lagi
- John Cliff (V.F. : Jean Violette) : Joe
- Pat Hogan (V.F. : Jacques Mancier) : Uppy (prononcé "Oppy" en VF)
- Ivan Triesault (V.F. : Georges Hubert) : Reinhardt
- Charles Horvath (V.F. : Jean Daurand) : Nelson